# Бабин, Вячеслав Леонидович
Вячеслав Леонидович Бабин (21 августа 1960, Усть-Нем, Коми АССР — 26 июня 2022) — коми поэт. Член Союза писателей России с 1994 года.

## Биография
Родился 21 августа 1960 года в селе Усть-Нем Усть-Куломского района. Окончив в 1978 году Усть-Немскую среднюю школу, устроился на работу сельским механизатором. Позже работал кочегаром и одновременно директором сельского Дома культуры. В 1979 году стал сотрудником газеты «Ленин туйöд». Впервые его стихи были опубликованы в 1979 году в журнале «Войвыв кодзув». В 1987—1988 годах служил в рыбоохране. После этого снова работал в районной газете, где часто публиковал стихи, очерки, рассказы. В то же время готовил передачи для радио. Руководил литературным клубом «Эжва».
В 1988 году поступил Литературный институт имени А. М. Горького. Окончил его в 1993 году, защитив диплом с отличием по рукописи книги «Вуджöр» («Отражение»). В 1994 году принял участие в работе Первого Всероссийского совещания молодых авторов, также был принят в члены Союза писателей России.
Умер 26 июня 2022 года.